# Louis Pijourlet
Louis Pijourlet, né le 17 octobre 1995 à Allevard (Isère), est un coureur cycliste français. Il est notamment champion d'Europe de poursuite par équipes en 2017 et multiple champion de France sur piste.

## Biographie
Au second semestre 2017, il signe un contrat de stagiaire avec l'équipe continentale française Roubaix Métropole européenne de Lille.
Au mois d'août 2018, il participe aux championnats de France de cyclisme sur piste disputés à Hyères. Il se classe deuxième de la poursuite par équipes en compagnie de Florian Maitre, Aurélien Costeplane et Valentin Tabellion puis remporte le titre de champion de France de course aux points le lendemain de cette performance. Il termine également quatrième de la course à l'américaine et obtient une médaille d'argent grâce à l'omnium le dernier jour de ces championnats.
En 2019, il est champion de France de poursuite par équipes (avec Florian Maître, Thomas Denis, Valentin Tabellion et Donavan Grondin) et de la course aux points. Au cours de ces championnats, il obtient aussi deux médailles de bronze grâce à la poursuite individuelle et la course à l'américaine ainsi qu'une médaille d'argent lors de l'omnium.
En août 2020, il se classe huitième du championnat de France du contre-la-montre amateurs.
En 2021, il est pour la troisième année d'affilée champion de France de la course aux points et remporte également le titre national sur l'omnium. Il est également sacré champion du monde militaire sur route.
Le 12 juillet 2022, sur la piste de Granges, il améliore le record de l'heure national, auparavant détenu par François Lamiraud, portant la distance à 51,044 km. En août, il conserve ses titres de champion de France de la course aux points et de l'omnium.
L'année suivante, le 15 septembre 2023, toujours sur la piste de Granges, il bat de nouveau le record de l'heure national, avec une distance de 52,557 km.

## Vie privée
Louis Pijourlet est issu d'une famille de cyclistes, son frère Jules est également coureur cycliste. Il est en couple avec Marie Le Net, également coureuse professionnelle. En 2024 (émission diffusée le 15 mai), il est candidat au jeu de TF1 Les 12 Coups de midi tandis que sa compagne le soutient dans le public.

## Palmarès sur route
- 2015
  - Trio normand (avec Jules Pijourlet et Romain Bacon)
  - 3e du Chrono des Nations-Les Herbiers-Vendée espoirs
- 2016
  - Critérium de Briennon
  - 3e du Grand Prix de Cours-la-Ville
  - 3e du Chrono des Nations-Les Herbiers-Vendée espoirs
- 2017
  -  Champion de France universitaire sur route
  - Classement général du Tour Nivernais Morvan
  - Tour du Pays de Gex-Valserine
  - 3e du championnat de France du contre-la-montre amateurs
- 2018
  - 2e étape du Tour du Maroc
  - 3e du Tour du Loiret
- 2019
  - 3e étape de l'Essor breton (contre-la-montre)
  - 1re étape du Tour de Liège
  - 3e du Tour du Maroc
- 2021
  -  Champion du monde militaire sur route
  - 2e étape du Tour du Piémont pyrénéen (contre-la-montre par équipes)
  - Contre-la-montre du Rouillacais
  - Boucle du Pays de Tronçais
  -  Médaillé d'argent du championnat du monde militaire du contre-la-montre
- 2022
  - 1re épreuve des Boucles du Haut-Var
  - 2e du Prix des Vins Nouveaux
- 2023
  - A2H Classic Helleville-Héauville
  - Grand Prix Michel-Lair
  - Boucles de la Charente-Maritime

## Palmarès sur piste

### Championnats du monde
- Hong Kong 2017
  - 20e de la poursuite individuelle[16]
- Apeldoorn 2018
  - 11e de la poursuite individuelle[17]
  - 11e de la poursuite par équipes[18]

### Coupe du monde
- 2016-2017
  - 3e de la poursuite par équipes à Apeldoorn
- 2017-2018
  - 3e de la poursuite par équipes à Manchester

### Championnats d'Europe
| Édition / Épreuve | Poursuite par équipes                        |
| Berlin 2017       | Or (avec Denis, Ermenault, Thomas et Maitre) |

### Championnats de France
- 2012
  - 3e de la poursuite par équipes juniors
- 2013
  - 2e de l'américaine juniors
- 2014
  - 2e de la course aux points
  - 3e de la poursuite par équipes
- 2018
  -  Champion de France de course aux points
  - 2e de la poursuite par équipes (avec Florian Maitre, Aurélien Costeplane et Valentin Tabellion)
  - 2e de l'omnium
- 2019
  -  Champion de France de poursuite par équipes (avec Donavan Grondin, Florian Maître, Valentin Tabellion et Thomas Denis)
  -  Champion de France de course aux points
  - 2e de l'omnium
  - 3e de la poursuite individuelle
  - 3e de l'américaine
- 2021
  -  Champion de France de course aux points
  -  Champion de France de l'omnium
  - 3e de la poursuite individuelle
- 2022
  -  Champion de France de course aux points
  -  Champion de France de l'omnium
- 2023
  - 3e de la poursuite par équipes
- 2024
  -  Champion de France de poursuite par équipes (avec Adrien Garel, Corentin Ermenault et Clément Petit)
  - 3e de la course aux points
- 2025
  -  Champion de France de poursuite
  -  Champion de France de demi-fond
  - 2e de la poursuite par équipes
  - 3e de l'américaine